# Župić
Župić is een plaats in de gemeente Petrinja in de Kroatische provincie Sisak-Moslavina. De plaats telt 82 inwoners (2001).